# Верьянов, Андрей Евгеньевич
Андрей Евгеньевич Верьянов (р. 1970, Ростов-на-Дону) — российский геофизик и археолог, исследователь цивилизации инков. Один из пионеров георадарного сканирования.
23 мая приговорен 2-м Окружным военным судом Москвы к 24 годам тюрьмы по обвинению в государственной измене и терроризме.

## Биография
Родился 1970-м году в Ростове-на-Дону. Бросил школу после восьмого класса, поступил в «мореходку» по настоянию отца, но не доучился.
В 1993 году с женой уехал в Перу. Вернулся в Россию в 2019, чтобы ухаживать за близким родственником, но уехать обратно не смог — сперва из-за пандемии коронавируса, а затем из-за войны в Украине.
В 2025 году приговорен к 24 годам по делу о госизмене, дело слушалось в закрытом режиме.

## Исследования
В 2012-м Верьянов с командой геофизиков из России и Украины получила заказ от Министерства культуры Перу: требовалось выяснить, отчего начали двигаться и разрушаться остатки комплекса Саксайуаман.
Верьянов стал организатором экспедиции; в итоговом заключении указано, что в основании древнего комплекса имеются пустоты, которые, вероятно, будут все больше размываться грунтовыми водами. Кроме этого, команда обнаружила неизвестные ранее тоннели под круглой площадкой рядом с крепостью-храмом.
Верьянов обратил внимание и на то, что поверхность глыб отличается по виду от обычного известняка: она не имеет характерных прожилок и окаменевших органических включений. Дальнейшее исследование образцов в России подтвердило, что порода совпадает по химическому составу с известняком из каменоломни, которая находилась недалеко. Верьянов предположил, что породы из каменоломни были измельчены для изготовления древнего заменителя бетона.